# Uuden Musiikin Kilpailu
Uuden Musiikin Kilpailu, UMK – coroczny konkurs muzyczny organizowany przez fińskiego nadawcę publicznego Yleisradio (Yle). Konkurs powstał w 2012 roku jako nowa koncepcja wyboru fińskiego reprezentanta na Konkurs Piosenki Eurowizji, zastępując w tej funkcji preselekcje Suomen euroviisukarsinta, które odbywały się od 1961 roku.

## Zwycięzcy
| Rok  | Wykonawca                     | Utwór              | Miejsce w finale | Punkty           | Miejsce w półfinale | Punkty           |
| ---- | ----------------------------- | ------------------ | ---------------- | ---------------- | ------------------- | ---------------- |
| 2012 | Pernilla Karlsson             | „När jag blundar”  | –                | –                | 12                  | 41               |
| 2013 | Krista Siegfrids              | „Marry Me”         | 24               | 13               | 9                   | 64               |
| 2014 | Softengine                    | „Something Better” | 11               | 72               | 3                   | 97               |
| 2015 | Pertti Kurikan Nimipäivät     | „Aina mun pitää”   | –                | –                | 16                  | 13               |
| 2016 | Sandhja                       | „Sing it away”     | –                | –                | 15                  | 51               |
| 2017 | Norma John                    | „Blackbird”        | –                | –                | 12                  | 92               |
| 2018 | Saara Aalto                   | „Monsters”         | 25               | 46               | 10                  | 108              |
| 2019 | Darude feat. Sebastian Rejman | „Look Away”        | –                | –                | 17                  | 23               |
| 2020 | Aksel Kankaanranta            | „Looking Back”     | Konkurs odwołany | Konkurs odwołany | Konkurs odwołany    | Konkurs odwołany |
| 2021 | Blind Channel                 | „Dark Side”        | 6                | 301              | 5                   | 234              |
| 2022 | The Rasmus                    | „Jezebel”          | 21               | 38               | 7                   | 162              |
| 2023 | Käärijä                       | „Cha Cha Cha”      | 2                | 526              | 1                   | 177              |
| 2024 | Windows95man                  | „No Rules!”        | 19               | 38               | 7                   | 59               |
| 2025 | Erika Vikman                  | „Ich komme”        | 11               | 196              | 3                   | 115              |

     1. miejsce
     2. miejsce
     3. miejsce
     ostatnie miejsce

## Prowadzący

### Obecni
- Krista Siegfrids (od 2016[2])

### Dawniej
- Roope Salminen (2015–2016)
- Rakel Liekki (2015)
- Anne Lainto (2012–2014)
- Ilkka Uusivuori (2013–2014)
- Joona Kortesmäki (2012)